# Rudolf Slánský (1935-2006)
Rudolf Slánský (6 février 1935 à Prague – 17 avril 2006) est un homme politique et diplomate tchèque, dissident notoire sous l'ère communiste. Il est fils de Rudolf Slánský, secrétaire général du Parti communiste tchécoslovaque jusqu'en 1951.

## Biographie
Il passe une partie de son enfance en exil à Moscou, où son père se réfugie de 1938 à 1945 à la  suite des Accords de Munich. Rudolf Slánský père est au pouvoir en Tchécoslovaquie de février 1948 à son arrestation pour trahison en novembre 1951. Il est pendu en décembre 1952 sur demande de Staline à la suite des procès de Prague. Son fils, âgé de 17 ans, est emprisonné ainsi que sa mère et sa sœur.
Durant les années 1960, Rudolf Slánský est membre du parti communiste. Sa participation au printemps de Prague lui vaut d'en être exclu en 1969, après l'invasion de la Tchécoslovaquie par le Pacte de Varsovie. Dans les années 1970, il est une figure de l'opposition tchèque et l'un des signataires de la Charte 77. 
Son statut de fils d'un ancien chef du Parti Communiste Tchécoslovaque, pendu en 1952 mais officiellement réhabilité en 1963 et qui se revendiquait comme communiste, compliquait beaucoup la volonté du Président Gustav Husak d'écraser toute opposition : en effet, son seul était le symbole de l'arbitraire stalinien..
Après la révolution de Velours de novembre 1989, le Président Václav Havel le nomme ambassadeur de la Tchécoslovaquie auprès des Nations unies, puis ambassadeur tchécoslovaque puis tchèque en Russie. Compte tenu de l'exécution du père de Slánský, cette nomination est vue comme un pied-de-nez humoristique de la part de Havel. Il est ambassadeur en Slovaquie de 1997 à 2004.

## Sources et bibliographie
1. 1 2 3  (en) Chris Jarrett, « Rudolf Slansky: Former Czech diplomat and Communist era dissident dies aged 71 », Radio Prague International, 18 avril 2006.
2. ↑  Yves Cornu, « Les trois vies de Vaclav Havel », Le Point, 18 décembre 2011.
3. ↑  Jaroslava Gissübelová, « Décès du diplomate et ancien dissident, Rudolf Slansky », Radio Prague International, 18 avril 2006

- (en) « Rudolf Slansky », The Times,‎ 9 mai 2006 (lire en ligne)